# 卧龙街道 (上蔡县)
卧龙街道，是中华人民共和国河南省驻马店市上蔡县下辖的一个乡镇级行政单位。

## 行政区划
卧龙街道下辖以下地区：
福兴寺社区、文化路社区、大路张村、黄尼庄村、绳李村、麦仁村、苗沟村和北大吴村。